# 波代諾內
波代諾內是位於義大利東北部弗留利-威尼斯朱利亞波代諾內省的一個城市。波代諾內是波代諾內省的省府所在地。家具生產是波代諾內的重要產業。

## 友好城市
- 斯皮特安德勞奧地利